# Trichogaster
Trichogaster är ett släkte av fiskar. Trichogaster ingår i familjen Osphronemidae.
Arterna har en på sidan avplattad kropp och små fjäll. Kännetecknande är bukfenorna som liknar snören i utseende. Liknande bukfenor finns även hos andra släkten av underfamiljen Trichogastrinae. Ryggfenan är hög och analfenan har en långsträckt form. Släktets medlemmar förekommer i vattendrag och insjöar i Sydostasien som ofta har ett tjockt slamskikt. Dessa fiskar skapar skumliknande nästen för äggen. Vanligen skyddas äggen av fadern.
Arter enligt Catalogue of Life:
- Honungsgurami (Trichogaster chuna)
- Bandgurami (Trichogaster fasciata)
- Läppgurami (Trichogaster labiosa)
- Dvärggurami (Trichogaster lalius)
- Mosaikgurami (Trichogaster leerii)
- Månskensgurami (Trichogaster microlepis)
- Ormskinnsgurami (Trichogaster pectoralis)